# Ел Сенсо (Сентро)
Ел Сенсо (шп. El Censo) насеље је у Мексику у савезној држави Табаско у општини Сентро. Насеље се налази на надморској висини од 5 м.

## Становништво
Према подацима из 2010. године у насељу су живела 4 становника.

### Хронологија
| Година       | 2000            | 2005            | 2010 |
| ------------ | --------------- | --------------- | ---- |
| Становништво | 226 (120 / 106) | 232 (122 / 110) | 4    |

### Попис
| # | Индикатор                     | Вредност |
| - | ----------------------------- | -------- |
| 1 | Укупно домаћинстава           | 4        |
| 2 | Укупно насељених домаћинстава | 1        |
| 3 | Величина локације             | 1        |